# Pattinaggio freestyle ai II World Skate Games
Le competizioni di inline alpine slalom ai II World Skate Games si sono svolte dall'11 al 15 luglio 2019 a Barcellona, in Spagna

## Senior

### Uomini Senior
| Evento          | Oro                 | Argento               | Bronzo                 |
| Slide           | Phuri Senarat       | Enrique Rubio Mesas   | Huang Hai Yang         |
| Speed           | Yu Jun Yan          | Amir Savari Jamalouei | Reza Lesani            |
| Slalom classico | Zhang Hao           | Lorenzo Guslandi      | Valerio Degli Agostini |
| Battle slalom   | Zhang Hao           | Lorenzo Guslandi      | Artem Puzanov          |
| Salto           | Florian Petitcollin | Fall Dame             | Jean Pierre Ngor Sarr  |

### Donne Senior
| Evento          | Oro          | Argento          | Bronzo                  |
| Slide           | Olga Folkina | Bohdana Hotsko   | Anna Kukushkina         |
| Speed           | Chen Pei-Yi  | Lo Pei-Yu        | Elisa Paoli             |
| Slalom classico | Su Fei Qian  | Daria Kuznetsova | Klaudia Hartmanis       |
| Battle slalom   | Su Fei Qian  | Mika Moritoki    | Vasilisa Maslova        |
| Salto           | Awa Balde    | Maëliss Conan    | Marina Oliveras Argibay |

## Misto
| Evento        | Oro    | Argento | Bronzo   |
| Coppie Slalom | Italia | Cina    | Giappone |

## Junior

### Uomini Junior
| Evento          | Oro             | Argento        | Bronzo          |
| Slalom classico | Gu Kun Qi       | Gleb Velikanov | Taiki Shibagaki |
| Battle slalom   | Gleb Velikanov  | Gu Kun Qi      | Chou Po-Wei     |
| Speed           | Cheng Yu-Hsiang | Zeng Yi        | Cheng Jui-Lun   |

### Donne Junior
| Evento          | Oro             | Argento       | Bronzo                |
| Slalom classico | Sofia Bogdanova | Anna Smirnova | Chen Chu Yao          |
| Battle slalom   | Sofia Bogdanova | Liu Jia Xin   | Anna Smirnova         |
| Speed           | Liu Chiao-Hsi   | Ting Yu En    | Romina Salek Esfahani |